# Rama IX
Pour les articles homonymes, voir Rama.
Bhumibol Adulyadej (en thaï : ภูมิพลอดุลยเดช ;  ou RTGS : Phumiphon Adunyadet), né le 5 décembre 1927 à Cambridge (Massachusetts, États-Unis) et mort le 13 octobre 2016 à Bangkok, couronné en 1950 sous le nom dynastique de Rama IX, est roi de Thaïlande de 1946 à 2016. Monarque constitutionnel, il est le chef de l'État et protecteur des religions de Thaïlande. À sa mort, il est le plus ancien chef d'État en exercice, étant resté sur le trône pendant 70 ans, 4 mois et 4 jours. Son fils Maha Vajiralongkorn, désigné en 1972 héritier du trône, lui succède.
Sa fortune, estimée en 2012 à 21 milliards d'euros voire près de 27 milliards d'euros (soit 16% du PIB thaïlandais), fait de lui l'un des hommes les plus riches de la planète,. Cette fortune est ensuite évaluée entre 32 et 48 milliards d'euros en 2016.
Adulé dans son pays à l'image d'un souverain exceptionnel, son rôle social et politique suscite également des critiques sévères, remettant en question ses décisions politiques comme le culte de la personnalité qui lui est voué, le régicide présumé commis en 1946, intentionnellement ou accidentellement, contre son frère aîné devenu roi, et du rôle qu'il aurait joué en 1976 dans le massacre des étudiants « communistes » de Thammasat par l'armée, soit en l'encourageant soit en laissant faire l'armée.

## Historique dynastique
Fondée en 1782, la dynastie Chakri succède aux rois d'Ayutthaya défaits par les Birmans. Ce changement dynastique se matérialise également par la fondation de Bangkok, déclarée capitale du Royaume. Les rois Chakri prennent le nom dynastique de « Rama » ; dix d'entre eux se sont succédé sur le trône depuis 1782, Bhumibol Adulyadej étant le neuvième. En 1932, la monarchie absolue est devenue constitutionnelle sur le modèle britannique, à la suite d’une révolution militaire et populaire.

## Naissance et jeunes années

### Naissance et premières années
Le prince Bhumibol Adulyadej, fils de Mahidol Adulyadej, prince de Songkla, est né le 5 décembre 1927 à Cambridge (Massachusetts) (États-Unis) où son père étudiait la médecine.
En 1933, il suit sa mère à Lausanne (Suisse) avec son frère, le prince Ananda Mahidol, et sa sœur aînée, la princesse Galyani Vadhana (morte le 2 janvier 2008). Le prince Bhumibol effectue ses études en Suisse, montrant une grande aptitude pour la musique , le français, l'anglais, le dessin et la science, en particulier dans le domaine des ponts et chaussées. il vit à Lausanne de 1933 à 1945.

### Héritier du trône de son frère
En 1935, son frère le prince Ananda, alors âgé de dix ans, est appelé sur le trône, mais il ne rejoint la Thaïlande qu'à la fin de la Seconde Guerre mondiale, en décembre 1945. Il ne règne effectivement que quelques mois sous le nom de Rama VIII et disparaît, dans des circonstances tragiques et controversées, d'un accident avec une arme à feu dans le palais royal.

## Roi de Thaïlande

### Régence, mariage et couronnement
Le prince Bhumibol succède à son frère Rama VIII le 9 juin 1946. S'ouvre une période de régence, le temps, pour le jeune roi, de commencer et terminer des études intensives en droit international et sciences politiques en Suisse. 

Le 4 octobre 1948, au volant d'un coupé décapotable Delahaye sur la route Genève-Lausanne, il percute l'arrière d'un camion à hauteur de Préverenges. Entre autres blessures, ce grave accident provoque la cécité totale et définitive de l'œil droit du roi, qui a heurté le rétroviseur de son véhicule. 

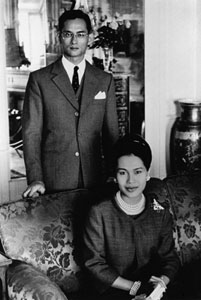
Le couple royal en 1963 par Erling Mandelmann.

Bhumibol revient en Thaïlande en 1950 pour se marier le 25 avril avec la princesse Sirikit Kitiyakorn, la fille de l'ambassadeur de Thaïlande en France qu'il a rencontrée à Paris (au château de Fontainebleau en 1947) avant de discrètement se fiancer avec elle à Lausanne (le 19 juillet 1949) ; et aussi pour être, une semaine après, le 5 mai 1950, couronné sous le nom de Rama IX.
Le roi Bhumibol dans ses premières années de règne est guidé fermement par le maréchal Plaek Phibunsongkhram, autoritaire Premier ministre. Mais très vite le roi gagne en assurance, en indépendance et il s'émancipe : dès 1957, il entérine le coup d'état du maréchal Sarit Thanarat contre Phibul (Phibunsongkhram) ; et 5 ans après, en 1962, il force Sarit l'ultranationaliste à se plier au jugement de la cour internationale de justice de La Haye attribuant au Cambodge le temple de Preah Vihear.

### Années 1970
Lors de la crise majeure de contestation sociale et étudiante des thaïlandais au mois d'octobre 1973, après que l'armée eut tiré sur les manifestants, l'intervention du roi Bhumibol est décisive : elle pousse à l'exil les dictateurs Thanom Kittikhachon et Prapat Charusathien  ; et permet ainsi à la société thaïlandaise de se démocratiser comme jamais auparavant.
En revanche, le rôle joué par le roi dans le massacre de l'université Thammasat le 6 octobre 1976, au cours duquel des dizaines d'étudiants sont tués par des militants ultraroyalistes assistés par la police et l'armée, reste très controversé. Ce jour-là, le roi rencontre l'ancien dictateur militaire Thanom Kittikhachon lors de son retour d’exil. Et quelques heures après le massacre, il approuve un coup d’État militaire qui met fin à trois années de démocratie.

### Années 1980 et 1990
Dans les années 1980, le roi Bhumibol refuse  d'entériner plusieurs putschs. 
Et lors de la crise majeure de mai 1992, après la répression sanglante de l'armée à Bangkok appelée « Mai noir » ou « Mai sanglant », il intervient de nouveau de façon décisive pour contraindre le général Suchinda Kraprayoon à démissionner de son poste de Premier ministre.

### Jubilé de diamant
En juin 2006, le roi Bhumibol Adulyadej, âgé de 78 ans, célèbre le soixantième anniversaire de son accession au trône. De grandes fêtes se déroulent à Bangkok, de nombreux membres des familles royales et chefs d'État sont présents et trois jours fériés sont décrétés à cette occasion. La même année, les Thaïlandais portaient des tee-shirts jaunes en l'honneur du roi tous les lundis, jour de sa naissance. Par tradition, le jour anniversaire du roi est aussi celui de la fête des pères en Thaïlande, tout comme celui de l'anniversaire de la reine est celui de la fête des mères.
Selon le quotidien The Independent, le roi était en 2009 le dirigeant politique le plus riche du monde, possédant une fortune estimée à 23 milliards d'euros.

### Fin de règne et mort
Rama IX meurt à l’hôpital Siriraj de Bangkok le 13 octobre 2016, à 15 h 52 heure locale, à l'âge de 88 ans. Son règne, d’une durée de 70 ans, quatre mois et quatre jours, est alors le onzième règne asiatique le plus long de l’histoire.
Le jour suivant, son corps est porté en cortège au palais royal pour le rite de baignade traditionnel. Des milliers de personnes bordent la route en affichant leur affection au « roi des rois ». Le cortège arrive au Grand Palais par la porte Viset Chaisri à 17 h. Le prince héritier âgé de 64 ans Maha Vajiralongkorn, fils unique du roi, préside le rituel du bain dans la salle du trône. Il succède à son père sur le trône sous le nom de Rama X,.
La cérémonie de crémation royale se déroule en cinq jours sur la place Sanam Luang de Bangkok. La crémation proprement dite, qui n'est pas diffusée à la télévision, a lieu en fin de soirée du 26 octobre 2017. Les cendres du roi sont ensuite retirées et consacrées à la salle du trône Chakri Maha Phasat (vestiges royaux), au cimetière royal de Wat Ratchabophit et au temple royal de Wat Bowonniwet Vihara (cendres royales). La période de deuil se termine officiellement le 30 octobre 2017, les Thaïlandais pouvant dès lors porter à nouveau des couleurs régulières, en attendant le couronnement du roi Rama X, qui a eu lieu du 4 au 6 mai 2019.

## La famille royale
Le couple régnant a quatre enfants :
1. la princesse Ubol Ratana Rajakanya, née le 5 avril 1951. La princesse a perdu son prédicat d'altesse royale (Chao Fa) quand elle a épousé le roturier étranger Peter Ladd Jensen ;
2. le roi Rama X, né le 28 juillet 1952 ;
3. la princesse Maha Chakri Sirindhorn, née le 2 avril 1955, qui a une formation en sciences historiques et a obtenu un doctorat en études développementales. Elle a aussi effectué ses études supérieures en France. Elle est également professeur invité à l'École militaire ;
4. la princesse Chulabhorn Walailak, née le 4 juillet 1957, qui a obtenu son doctorat en chimie. Également professeur invité dans plusieurs universités publiques.

## Postérité
La constitution thaïlandaise précise que la personne du roi est inviolable, toute expression d'une opinion défavorable envers la famille royale étant un crime de lèse-majesté, crime dont n'importe quel citoyen peut accuser n'importe quel autre. Au-delà de la protection qu'offre ce statut, le roi Bhumibol, qui a beaucoup fait pour restaurer le prestige de la monarchie, jouit à titre personnel d'une réelle popularité au sein de la population thaïlandaise où il reste vénéré comme un demi-dieu,. La longueur de son règne, son intérêt constant pour le développement des zones défavorisées du royaume, son attitude conciliatrice et sage lors des nombreux coups d'État militaires qu'il a eu à traverser sont les principaux points qui forment cette aura. Cette protection royale contre le « mal » s'étend à la lutte contre le communisme et à la réussite économique thaïlandaise de la fin du XXe siècle.
La dévotion dont il fait l'objet, bien aidée par une propagande omniprésente (les médias consacrant une bonne partie de leurs nouvelles aux activités de bienfaisance du monarque et de sa famille) le place parmi les souverains thaïlandais les plus respectés, en compagnie de son aïeul Chulalongkorn Rama V. 
Le journaliste Arnaud Dubus le décrit comme un roi-humaniste et il écrit : « Pendant l'un des règnes les plus longs de l'histoire […], le roi Bhumibol a infatigablement travaillé à améliorer le sort des plus mal lotis, les minorités montagnardes du Nord, visitant les villageois du Nord-Est […] ou dénonçant la corruption de fonctionnaires de gouvernement. » Inspiré par la lecture de Small is Beautiful, d'E.F. Schumacher, il est à l'origine du concept d'économie de suffisance, destinée à permettre un meilleur le développement économique du pays. 
Lors de chaque cérémonie, les Thaïlandais, selon le principe de la charité collective, font des offrandes à la famille royale, ce qui a fait de Rama IX le monarque le plus fortuné du monde, ouvrant le flanc aux critiques. Le culte de la personnalité qui lui est consacré est d'ailleurs comparé par les opposants à la monarchie à celui de la dynastie Kim, qui dirige la Corée du Nord depuis sa création.
Des voix discordantes, se fondant sur les travaux d'historiens dissidents, lui reprochent entre autres son rôle dans l'instauration des successives dictatures militaires. Son intérêt pour les blogs et les forums des exilés politiques thaïlandais est également pointé du doigt. Certains estiment qu'au contraire de la vision d'un roi au-dessus de la politique, légende entretenue durant la scolarité des Thaïlandais, le pouvoir royal reste absolu, sans respect pour la constitution ni la démocratie. Son paternalisme et sa vision de la société thaïlandaise, où chacun devrait rester à sa place, déplaisent également fortement à ses opposants, regroupés pour une bonne partie dans le mouvement des Chemises rouges. Le renversement du premier ministre Thaksin Shinawatra, condamné pour crime de lèse-majesté et exilé, lui est également imputé - Rama IX n'aurait pas accepté que la popularité de Shinawatra puisse lui faire de l'ombre.

## Œuvres
- Bhumibol Adulyadej de Thaïlande, The Story of Tongdaeng, Bangkok, Amarin, 2004 (ISBN 974-272-917-4). Biographie de Tongdaeng[29],[30].

## Décorations étrangères
- Grand-croix de l’ordre du Mérite de la République fédérale d'Allemagne
- Grand collier de l'ordre du roi Abdelaziz (Arabie Saoudite)
- Grande étoile de l’ordre du Mérite (Autriche)

- Grand-croix de l'ordre du Libérateur Général San Martín (Argentine)
- Grand cordon de l'ordre de Léopold (Belgique)
- Collier de l'ordre de la couronne de Brunei (en)
- Grand-croix de l’ordre royal du Cambodge (Cambodge)
- Chevalier du grand ordre de Mugunghwa (Corée du Sud)
- Membre de l’ordre du Mérite de la Fondation nationale, « ordre de la république de Corée », 1re classe (Corée du Sud)
- Chevalier de l’ordre de l'Éléphant (Danemark)
- Chevalier de l'ordre de la Toison d'or (Espagne)
- Collier de l'ordre de Charles III (Espagne)
- Grand-croix de l'ordre du Mérite civil (Espagne)
- Commandeur de la Legion of Merit (États-Unis)
- Grand-croix de l'ordre de la reine de Saba (Empire éthiopien)
- Grand-croix de la Légion d'honneur (France)
- Grand-croix de l’ordre du Rédempteur (Grèce)
- Grand cordon de l'ordre de la Couronne perse (État impérial d'Iran)
- Grand-croix de l’ordre du Million d'Éléphants et du Parasol blanc (Laos)
- Collier de l'ordre de Phoxay Lane Xang (Laos)
- Grand-croix de l'ordre du Lion d'or de la maison de Nassau (Luxembourg)
- Grand cordon de l'ordre de l'Étoile de la république d'Indonésie (en)
- Chevalier grand-croix au grand cordon de l'ordre du Mérite de la République italienne
- Grand cordon de l'ordre du Chrysanthème (Japon)
- Grand cordon de l'ordre de la Couronne du Royaume (Malaisie)
- Chevalier grand-commandeur de l'ordre royale de la famille Terengganu (en) (Malaisie)
- Collier de l'ordre de Pratap Bhaskara (Népal)
- Grand-croix de l'ordre de Saint-Olaf (Norvège)
- Chevalier grand-croix de l'ordre du Lion néerlandais (Pays-Bas)
- Collier de l'ordre de la république de Pakistan (en) (Pakistan)
- Grand-croix de l'ordre du Soleil (Pérou)
- Collier de l'ordre de l'Infant Dom Henri (Portugal)
- Collier de l'ordre de l'Étoile de Roumanie
- Chevalier de l'ordre des Séraphins (Suède)
- Grand cordon de l'ordre du jade brillant (Taïwan)
- Grand-croix de l'ordre du Lion blanc (République tchèque)
- Grand-croix de l'ordre de Pie IX (Vatican)
- Grand-croix de l'ordre du Quetzal (Guatemala)
- Grand-croix de l'ordre du Faucon (Islande)
- Collier de l'ordre du Libérateur (Venezuela)
- Grand-croix de l'ordre national de la Croix du Sud du Brésil
- Grand-croix de l'ordre du Mérite du Chili
- Grand-croix de l'ordre de l'Aigle aztèque (Mexique)